# Consolea macracantha
Consolea macracantha är en kaktusväxtart som först beskrevs av August Heinrich Rudolf Grisebach, och fick sitt nu gällande namn av Alwin Berger. Consolea macracantha ingår i släktet Consolea, och familjen kaktusväxter. Inga underarter finns listade i Catalogue of Life.